# Volodymyr Tohuzov
Volodymyr Tajmurazovytj Tohuzov (ukrainska: Володимир Таймуразович Тогузов, ryska: Vladimir Toguzov), född den 31 augusti 1966 i Poznań, Polen, är en sovjetisk före detta  brottare som tog OS-brons i flugviktsbrottning i fristilsklassen 1988 i Seoul. 